# Jody Hice
Jody Brownlow Hice, född 22 april 1960 i Atlanta i Georgia, är en amerikansk republikansk politiker. Han var ledamot av USA:s representanthus 2015–2023.
Hice utexaminerades 1982 från Asbury College, avlade 1986 masterexamen vid Southwestern Baptist Theological Seminary och 1988 doktorsexamen vid Luther Rice College & Seminary.
I republikanernas primärval inför mellanårsvalet i USA 2010 besegrades Hice av Rob Woodall. Valet gällde vem som fick efterträda John Linder i representanthuset. Fyra år senare kandiderade Hice igen till representanthuset och fick stöd från avgående kongressledamoten Paul Broun. I republikanernas primärval, som var det tuffaste testet för Hice 2014, besegrade han Mike Collins i andra omgången med 54 procent mot 46 procent av rösterna.